# Lindlarer Sülz
Die Lindlarer Sülz ist der 23,8 km lange, ostnordöstliche und orographisch linke Quellfluss der Sülz. Sie durchfließt den nordrhein-westfälischen Oberbergischen Kreis.
Sie ist der hydrologische Hauptstrang des Flusssystems Sülz und wird deshalb von einigen auch als der eigentliche Oberlauf der Sülz angesehen. Sie hat die gleiche Gewässerkennzahl wie die Sülz.

## Geographie

### Verlauf
Die Lindlarer Sülz entspringt südlich der zu Marienheide gehörenden Ortschaft Obersiemeringhausen an der Westflanke des 437,7 m hohen Hauerberg auf einer Höhe von 377 m ü. NHN.
Von hier an fließt sie vorrangig in südwestliche Richtung, verlässt hinter Siemerkusen die Gemeinde Marienheide und durchläuft die zu Wipperfürth gehörenden Ortschaften Schnipperinger Mühle und Niederkemmerich. Bei Oberhabbach wechselt der Fluss auf das Gemeindegebiet von Lindlar.
Vorbei an den Ortschaften Frielingsdorf, Brochhagen, Hartegasse, Ohl, Obersülze,  Stoppenbach, Schätzmühle erreicht die Lindlarer Sülz Bruch, wo sie sich bei Hommerich auf 126 m ü. NHN mit der Kürtener Sülz zur Sülz vereinigt. Oberhalb des Sülztales verläuft die alte Trasse der Bahnstrecke Köln-Mülheim–Lindlar (im Volksmund: Sülztalbahn). In Bruch steht noch das etwa 1912 gebaute Eisenbahnviadukt dieser ehemaligen  Eisenbahnstrecke, auf dem sie hier die Sülz und das Sülztal überquerte.
Auf ihrem Weg von der Quelle zur Mündung durchläuft die Lindlarer Sülz 259 m Höhenunterschied, was einem mittleren Sohlgefälle von 11 ‰ entspricht.

### Einzugsgebiet
Das 58,8 km² große Einzugsgebiet der Lindlarer Sülz wird von ihr über Sülz, Agger, Sieg und Rhein zur Nordsee entwässert.
Der höchste Punkt des Einzugsgebietes ist der Hauerberg mit 437,7 m ü. NHN
Das Einzugsgebiet grenzt
- im Norden an  das des Wupperzuflusses Gaulbach
- im Nordosten an das der Wipper
- im Südosten an das des Aggerzuflusses Leppe
- und im Süden an das des Sülzzuflusses Lennefe.

### Hydrologischer Hauptstrang
| Vergleich Kürtener Sülz / Lindlarer Sülz | Vergleich Kürtener Sülz / Lindlarer Sülz | Vergleich Kürtener Sülz / Lindlarer Sülz | Vergleich Kürtener Sülz / Lindlarer Sülz |
| Name                                     | Länge in km                              | EZG in km²                               | MQ in m³/s                               |
| ---------------------------------------- | ---------------------------------------- | ---------------------------------------- | ---------------------------------------- |
| Kürtener Sülz                            | 20,5                                     | 63,9                                     | 1,39                                     |
| Lindlarer Sülz                           | 23,8                                     | 58,8                                     | 1,43                                     |

Der Vergleich zwischen Lindlarer Sülz und Kürtener Sülz zeigt, dass hydrologisch gesehen die längere Lindlarer Sülz wegen ihres größeren Abflusses (MQ) ein Teil des hydrologischen Hauptstrangs des Flusssystems Sülz ist, während die Kürtener Sülz trotz ihres größeren Einzugsgebietes ein Nebenstrang davon ist.

### Nebenflüsse
Der längste Zufluss der Lindlarer Sülz ist der Ommerbach mit einer Länge von 6,4 km.
Eine Auswahl der Zuflüsse von der Quelle zur Mündung
| Stat. in km | Name                    | GKZ       | Lage   | Länge in km | EZG in km² | Mündung             | Mündungshöhe in m ü. NHN |
| ----------- | ----------------------- | --------- | ------ | ----------- | ---------- | ------------------- | ------------------------ |
| 044,40      | Holler Siefen           | 27288-14  | rechts | 002,2810    |            |                     | 27200000                 |
| 042,20      | Dierdorfer Bach         | 27288-16  | rechts | 003,1870    |            | bei Klemenseichen   | 24300000                 |
| 037,20      | Strohsiefen             | 27288-194 | links0 | 001,0730    |            | bei Unterbrochhagen |                          |
| 035,60      | Breunbach (oder: Breun) | 27288-2   | rechts | 004,4490    | 0006,3190  | bei Hartegasse      | 19000000                 |
| 035,10      | Süngerbach              | 27288-32  | rechts | 002,360     | 0002,7240  |                     |                          |
| 033,60      | Lanzenbach              | 27288-332 | links0 | 001,7990    |            |                     |                          |
| 033,30      | Heibach                 | 27288-34  | rechts | 002,1470    | 0002,5080  |                     |                          |
| 031,40      | Schwarzenbach           | 27288-354 | links0 | 001,0780    |            |                     |                          |
| 029,50      | Breidenbach             | 27288-36  | rechts | 002,4890    | 0002,6530  |                     |                          |
| 027,80      | Siebensiefen            | 27288-372 | links0 | 001,1210    |            |                     |                          |
| 027,40      | Hürholzer Siefen        | 27288-374 | links0 | 002,2810    |            |                     |                          |
| 026,30      | Ommerbach               | 27288-38  | rechts | 006,3610    | 0006,8730  | bei Quabach         | 13300000                 |

Anmerkungen zur Tabelle
1. ↑  Namenlose Gewässer wurden nicht in die Tabelle übernommen.
2. ↑  Gewässerkennzahl, in Deutschland die amtliche Fließgewässerkennziffer mit zur besseren Lesbarkeit eingefügtem Trenner hinter dem Präfix, das einheitlich für den allen gemeinsamen Vorfluter Lindlarer Sülz steht.